# 菲律賓土地銀行
菲律賓土地銀行（英語：Land Bank of the Philippines），菲律賓一所專為農夫及漁民提供服務的國有銀行，為菲律賓第二大銀行，亦是菲律賓最大的國有銀行，至2020年2月，在全國擁有409間分行、46間貸款中心及2,188個自動櫃員機。

## 外部連結
- Land Bank website （页面存档备份，存于）
- Largest Banks in the Philippines (2009) （页面存档备份，存于）